# Aloro
Aloro (Aloros o Alorus, in greco: Ἄλωρος) era un'antica città della regione storica della Bottiea nella Macedonia meridionale. La città si trovava a non molta distanza dalla foce dell'Aliacmone nel golfo di Salonicco, presso l'attuale villaggio di Kapsochorion nella municipalità di Alexandreia (Emazia).
Aloro diede i natali a Tolomeo di Aloro, re di Macedonia dal 368 a.C. al 365 a.C.